# 巴巴罗宫

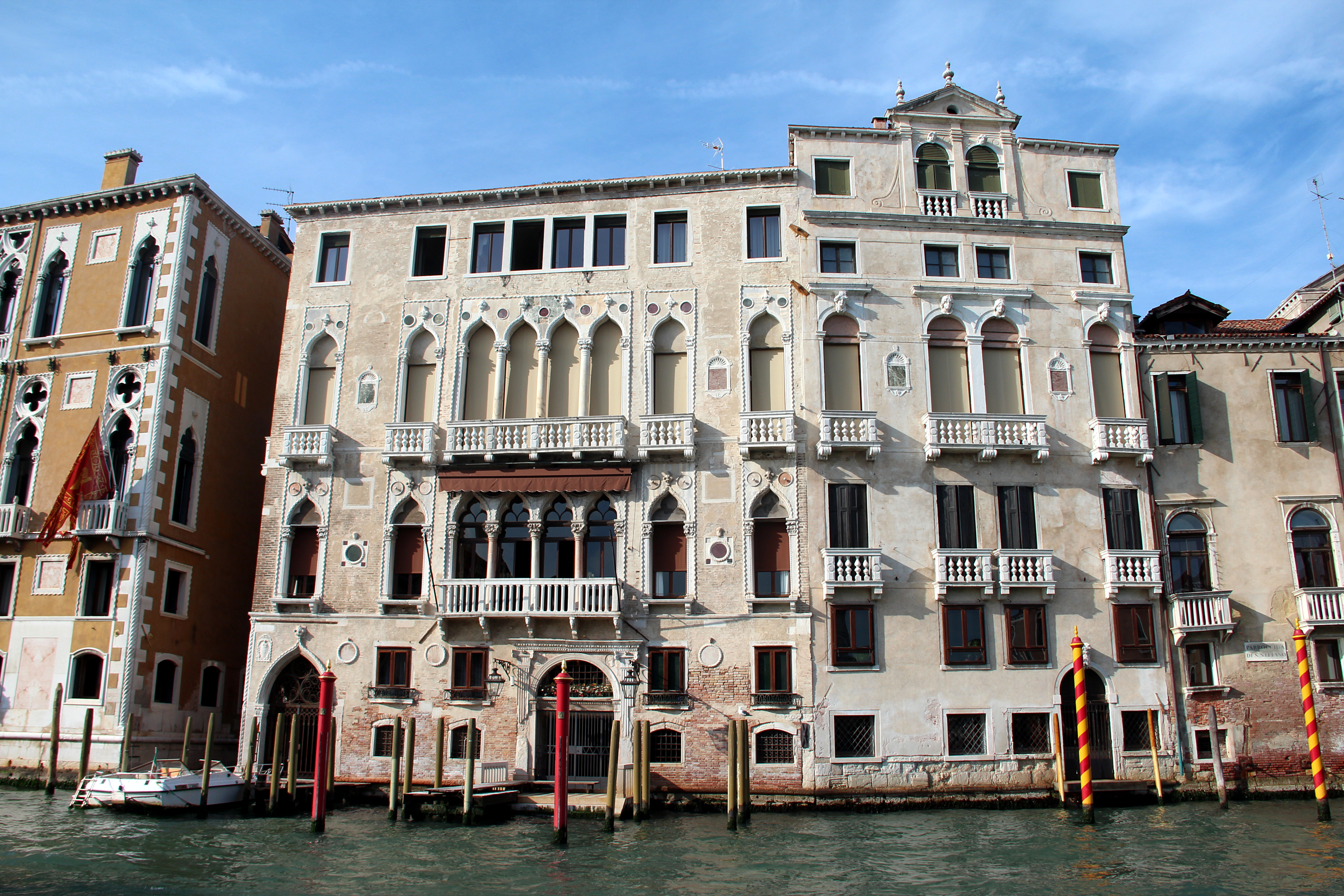
宮殿的南立面位於大運河的一側

巴巴罗宫（Palazzi Barbaro或Palazzo Barbaro, Ca' Barbaro, Palazzo Barbaro-Curtis）是意大利北部威尼斯的一组宫殿，原为贵族巴巴罗家族的住所。巴巴罗宫位于圣马可区，威尼斯大运河畔，距离学院桥不远。它是威尼斯改变最少的的威尼斯哥特式宫殿之一。 

## 历史
两座宫殿中的第一座为威尼斯哥特式建筑风格，由威尼斯的石匠Giovanni Bon建于1425年。在1465年被检察官巴巴罗（Zaccaria barbaro）获取。
第二座宫殿为巴洛克风格, 于1694年由17世纪最好的建筑师Antonio Gaspari 设计 ，建于1694-1698年。巴巴罗家族的宴会厅设于此处，内部为华丽的巴洛克灰泥装饰， 和古罗马题材的绘画作品。在十八世纪，宫殿的三楼又建造了一个典雅的图书馆，拥有华丽的天花板。图书馆天花板中心的乔凡尼·巴蒂斯塔·提埃坡罗的杰作《巴巴罗家族的荣化》现在收藏在纽约大都会艺术博物馆。提埃坡罗的壁画都被移走。
1499年巴巴罗宫曾用作法国驻威尼斯共和国使馆。

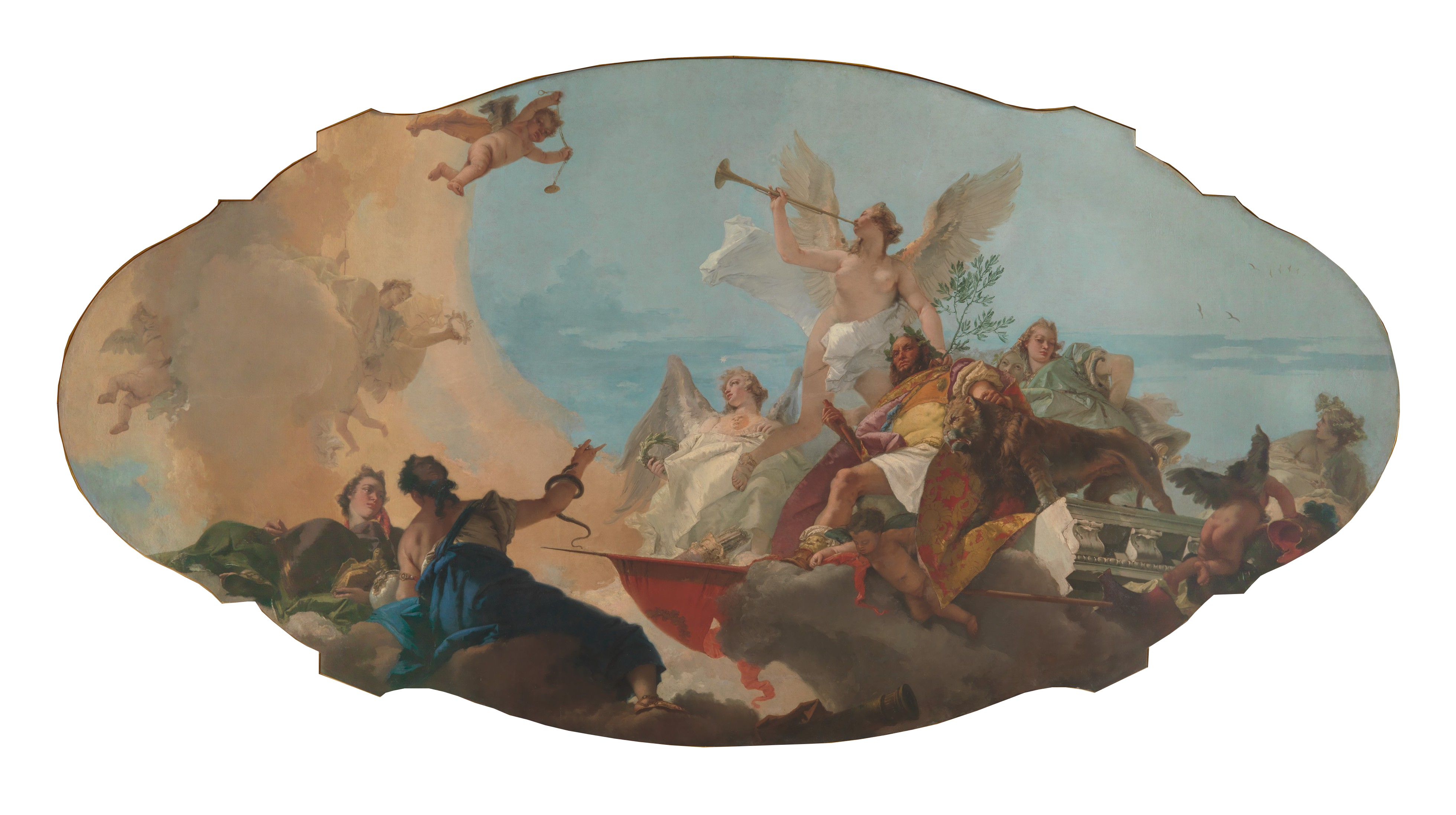
《巴巴罗家族的荣化》

十九中叶巴巴罗家族绝嗣后，这所宫殿被一系列的投机者收买, 他们拍卖了家具和油画。
1885年，丹尼尔·柯蒂斯（Daniel Sargent Curtis）购买了巴巴罗宫，将其修复，使之成为威尼斯的美国艺术生活的一个中心。亨利·詹姆斯在此完成了《The Aspern Papers》，并在小说《鸽翼》中描绘了巴巴罗宫威尼斯巴洛克风格的舞厅。